# 木村大作
木村 大作（きむら だいさく、1939年〈昭和14年〉7月13日 - ）は、日本の撮影技師、映画監督。文化功労者。

## 来歴

### 生い立ち
1939年生まれ。東京府出身。1958年、東京都立蔵前工業高等学校を卒業後、東宝撮影部にカメラ助手として入社し、黒澤明監督の組に配属される。1973年に『野獣狩り』でカメラマンデビュー。

### 撮影技師として

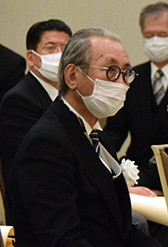
2020年11月4日、文化功労者顕彰式にて

自分の師匠は撮影助手として付いていた宮川一夫や斉藤孝雄ではなく黒澤明だとしており、その影響を強く受けたことを自認している。黒澤からも、そのピント合わせのうまさから一目置かれており、本人から「撮影助手で名前を憶えているのは大ちゃんくらいだ」と言われた事もあるという。黒澤は『用心棒』で犬が人の手首をくわえて歩いて来るカットをビデオで見るたびに、周りの人間に必ず「これ、ピント合わせてるの、大ちゃんだよ。うまいね」と言っていたというエピソードもある。このカットは特になんでもない場面のように見えるが、ピントの合う範囲が狭い望遠レンズを使用しているにも拘らず、カメラの方に向かって歩いて来る犬をぼけることなく完璧に撮影している。
また黒澤は、木村が一本立ちして東宝を離れてからも、自分の現場でピント合わせで手こずるような事があると「木村大作を呼んで来い。こんなのあいつなら、一発だよ」と冗談交じりに言ったともいう。『用心棒』で助手として付いていた宮川一夫からも「日本一のフォーカスマン（撮影助手）」と激賞されていることからもわかるように、ピント合わせにおいては、木村は超一流である。
特に東宝は、口径の大きなアナモフィクレンズ（シネマスコープに変換するレンズ）とスタンダードな（写真用35 mmレンズと同等）口径のレンズを両手で自分の目でピン送りしていたので、熟達した技能者を必要としていた。特に対象が、キャメラに向かい（騎馬など）、キャメラがドリーなどで対象に向かっている場合のそれをドンピシャに合わせられたのが木村だった。ただし当然ジャジャボケの時もあり、「泣きの大作」の所以でもあった。なお、黒澤作品にはすべて撮影助手としての参加である。
1973年（昭和48年）に須川栄三監督の『野獣狩り』でカメラマンとして一本立ちするが、この作品では木村の発案で三脚などを使わず、オールシーンを手持ちカメラで撮影している。また、撮影用の照明を使わず全て自然光で撮影することを監督に提案し、撮影中、仕事を奪われた形になった照明技師（黒澤作品などにも携わったベテランの森弘充）がこっそりライトを当てた時は、木村よりもかなりの年長である森を怒鳴りつけたとも語っている。この作品の撮影中に片腕を骨折するが、もう片方の腕だけでカメラを担いで撮影を続行したり、藤岡弘がビルの屋上から隣のビルにジャンプして飛び移る非常に危険なシーンでは、戸惑う藤岡を前に木村が実際にやって見せて、「俺ができるんだからお前もできるだろう」と発破をかけたエピソードもある。
その後は、主に森谷司郎監督や岡本喜八監督とのコンビで名を高めていった。しかし森谷は若くして世を去り、岡本に対しては人柄や才能に最大限の敬意を払いながらも、そのコンテ主義のためにカメラマンの裁量が少なすぎるとして仕事を断るようになる。折しも東宝が実質的に製作撤退しつつあった時期でもあり、同社の専属を離れて深作欣二、降旗康男ら他社出身監督の仕事もふくめ、幅広い活動を行うようになっていく。2009年（平成21年）、初監督作品『劒岳 点の記』が公開された。

## テレビ出演

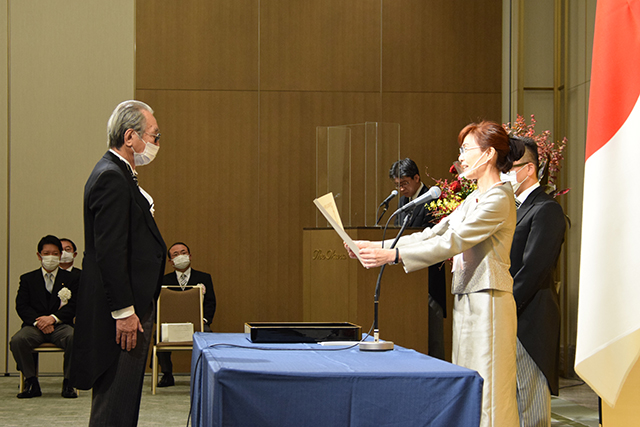
2020年11月4日、文化功労者顕彰式にて文部科学副大臣横田比奈子（手前右）と

一時期、テレビ出演を積極的に行ったことがある。
『平成日本のよふけ』への出演がきっかけで南原清隆との交流が始まり、『笑う犬の冒険』にてコントのキャラクターの素材とされ、本人もコントに出演することとなった。しかし、ただコントに出演するだけではなく、木村のコーナーとも言える「ラスト・シーン」では本業のキャメラマンとして35ミリキャメラを回している。
また、『新春かくし芸大会』に2000年・2001年と2年連続で審査員を勤め、過激なまでの毒舌批評で嵐を巻き起こした。2002年には演者としてアダルトチーム「おじさまメルヘンワールド2002・世界はひとつ!みんな仲良く!」に出演した。
木村の毒舌ぶりは業界内では知る人ぞ知る事柄であったが、一般視聴者の不評という結果となり、以降は地上波テレビのレギュラー出演は行っていない。ただし、衛星劇場では冠のトーク番組『木村大作の春夏秋冬』を持っていて、当時の映画産業や黒澤明をはじめとする映画人の裏話などを披露している。
地上波でも映画の宣伝などのインタビューには現在も出演しており、テレビ出演が一般認知度を上げるきっかけにはなった。
『情熱大陸』（毎日放送）にも取り上げられ、2008年9月21日に放送された。
2018年10月26日には『芸能界麻雀最強位決定戦 THEわれめDEポン 生スペシャル』（CS放送フジテレビONE）に初出演。番組歴代最年長となる79歳での出場だったが、深夜0時～朝6時の生放送にもかかわらず堺正章、萩原聖人、新井浩文を相手に優勝を果たした。

## 人物
「撮影者」を自称している。映画には監督は一人だけという認識から、撮影監督という名前は嫌っている。
日本アカデミー賞の撮影賞は史上最多の２１回入賞。最優秀賞も史上最多の５回の入賞を果たす。
2020年には映画の撮影者として初の文化功労者に選出される。（実写映画での文化功労者は 現在、山田洋次と木村の２名のみ）
『八甲田山』以来、高倉健の指名を受け続け『駅 STATION』『鉄道員』など全９本の撮影を担当。公私に渡る付き合いがあった。

## 賞歴
- 1978年 - 第21回三浦賞。
- 1978年4月 - 第1回日本アカデミー賞優秀技術賞。
- 1981年2月 - 第4回日本アカデミー賞優秀撮影賞。
- 1982年2月 - 第5回日本アカデミー賞優秀撮影賞。
- 1983年2月 - 第6回日本アカデミー賞優秀撮影賞。
- 1986年2月 - 第9回日本アカデミー賞優秀撮影賞。
- 1987年2月 - 第10回日本アカデミー賞最優秀撮影賞。
- 1988年2月 - 第11回日本アカデミー賞優秀撮影賞。
- 1989年3月 - 第12回日本アカデミー賞優秀撮影賞[2]。
- 1990年2月 - 第13回日本アカデミー賞優秀撮影賞。
- 1993年3月 - 第16回日本アカデミー賞優秀撮影賞。
- 1994年3月 - 第17回日本アカデミー賞優秀撮影賞。
- 1997年3月 - 第20回日本アカデミー賞優秀撮影賞。
- 1998年3月 - 第21回日本アカデミー賞最優秀撮影賞。
- 2000年3月 - 第23回日本アカデミー賞最優秀撮影賞。
- 2002年3月 - 第25回日本アカデミー賞優秀撮影賞。
- 2005年2月 - 第28回日本アカデミー賞優秀撮影賞。
- 2008年2月 - 第31回日本アカデミー賞優秀撮影賞。
- 2010年1月 - 第52回ブルーリボン賞作品賞（『劒岳 点の記』）・新人賞。
- 2010年2月 - 第64回毎日映画コンクール日本映画優秀賞（『劒岳 点の記』）。
- 2010年2月 - 天草映画祭風の賞（『劒岳 点の記』）。
- 2010年3月 - 第33回日本アカデミー賞最優秀監督賞・最優秀撮影賞・優秀作品賞（『劒岳 点の記』）・優秀脚本賞。
- 2010年3月 - おおさかシネマフェスティバル監督賞・撮影賞。
- 2013年3月 - 第36回日本アカデミー賞最優秀撮影賞[3]。
- 2014年10月 - 第1回京都国際映画祭・牧野省三賞[4]。
- 2018年 - 第42回モントリオール世界映画祭審査員特別賞（『散り椿』）[5]。
- 2025年 - 第48回日本アカデミー賞 会長功労賞[6]

## 栄典
- 2003年 - 紫綬褒章[5]
- 2010年4月 - 旭日小綬章[7]
- 2020年 - 文化功労者[8]

## 映画キャメラマンとしての代表作
- 野獣狩り（1973年）
- 日本沈没（1973年）
- 青葉繁れる（1974年）
- 野獣死すべし 復讐のメカニック（1974年）
- 吶喊（1975年）
- 阿寒に果つ（1975年）
- 八甲田山（1977年）
- 姿三四郎（1977年）
- 聖職の碑（1978年）
- ブルークリスマス（1978年）
- 金田一耕助の冒険（1979年） - フォトスタジオのシーンで姫田真佐久と共にカメオ出演もしている
- 復活の日（1980年）
- 駅 STATION（1981年）
- 海峡（1982年）
- 小説吉田学校（1983年）
- 居酒屋兆治（1983年）
- 魔の刻（1985年）
- 夜叉（1985年）
- 火宅の人（1986年）
- 夜汽車（1987年）
- ロボフレンド（1987年）
- 別れぬ理由（1987年）
- 花園の迷宮（1988年）
- 華の乱（1988年）
- 姐御（1988年）
- あ・うん（1989年）
- 極道の妻たち 三代目姐（1989年）
- 女帝 春日局（1990年）
- 極道の妻たち 最後の戦い（1990年）
- 遺産相続（1990年）
- 新極道の妻たち（1991年）
- 略奪愛（1991年）
- 寒椿（1992年）
- 天国の大罪（1992年）
- 新極道の妻たち 覚悟しいや（1993年）
- わが愛の譜 滝廉太郎物語（1993年）
- 新極道の妻たち 惚れたら地獄（1994年）
- 極道の妻たち 赫い絆（1995年）
- 日本一短い「母」への手紙（1995年）
- 霧の子午線（1996年）
- 極道の妻たち 危険な賭け（1996年）
- わが心の銀河鉄道 宮沢賢治物語（1996年）
- 誘拐（1997年）
- 時雨の記（1998年）
- おもちゃ（1999年）
- 鉄道員（ぽっぽや）（1999年）
- ホタル（2001年）
- 陽はまた昇る（2002年）
- 赤い月（2004年）
- 単騎、千里を走る。（2006年、日本パート撮影）
- 憑神（2007年）
- 北のカナリアたち（2012年）
- 追憶（2017年）

## 監督作品
- 劒岳 点の記（2009年）- 監督・撮影・脚本
- 春を背負って（2014年）- 監督・撮影・脚本
- 散り椿（2018年）- 監督・撮影

## 出演作品
- 金田一耕助の冒険（1979年） - フォトスタジオのスタッフ 役
- ゴジラ FINAL WARS（2004年） - テレビ討論会のパネラー 役[1]
- 散り椿（2018年）- 榊原平蔵 役

## 著書

### 共著
- 金澤誠『誰かが行かねば、道はできない-木村大作と映画の映像-』（2009年6月19日、キネマ旬報社）ISBN 978-4873763132

## 関連文献
- “木村大作”. 情熱大陸 (2008年9月21日). 2016年6月16日閲覧。
- “木村大作 - 人生は徒労の積み重ね。 徒労を信じてこそ、人生がある。”. 講演依頼.com (2012年3月1日). 2016年6月16日閲覧。